# Жмайель, Пьер
Пьер Жмайель (араб. بيار الجميل‎;6 ноября 1905, Бикфайя, Горный Ливан — 29 августа 1984, Бикфайя, Горный Ливан) — ливанский правохристианский политический и государственный деятель, глава семейного клана Жмайелей. Основатель и бессменный лидер правохристианской партии «Катаиб» («Ливанские фаланги»). Один из лидеров христианской общины Ливана. Неоднократно занимал различные министерские посты. Активный участник ливанской гражданской войны. Отец президентов Ливана Башира Жмайеля и Амина Жмайеля, дед известных ливанских политиков Пьера Амина Жмайеля, Сами Жмайеля, Надима Жмайеля, Фуада Абу Надера.

## Биография

### Образование, бизнес, взгляды
Пьер Жмайель родился в Бикфайе — маронитском селении региона Матн в Горном Ливане. Происходил из старинного рода маронитских шейхов, сам обладал этим титулом. Амин Башир Жмайель, отец Пьера Жмайеля (прозванный «Абу-Али»), был известен как христианский политический активист. Осенью 1914 года он вынужден был бежать из Ливана в Египет, поскольку являлся противником Османской империи и был приговорён османскими властями к смертной казни. Вместе с отцом и дядей Пьер проживал в Эль-Мансуре.
Возвратиться на родину семья смогла только в конце 1918 года, по окончании Первой мировой войны. Среднее образование Пьер Жмайель получил в иезуитском колледже. Затем окончил медицинский факультет Университета Святого Иосифа. Занимался фармацевтическим бизнесом, владел аптеками в Бейруте и Хайфе. Активно занимался спортом, был известен как футболист и боксёр. Возглавлял Ливанскую футбольную федерацию.

### Основатель ливанской фаланги
С юности Пьер Жмайель был убеждённым ливанским националистом. Признавая конфессиональное равноправие, он выступал за правление христианской общины, в котором видел гарантию независимости Ливана от соседних мусульманских государств. Серьёзную опасность Жмайель усматривал в Сирийской социальной националистической партии и считал необходимым организацию отпора сирийскому проникновению в Ливан.

Для мусульман Ливан — лишь часть Сирии или общеарабской родины. Христиане стремятся к независимости своей родины — Ливана.

Пьер Жмайель

Как представитель ливанского футбола, Пьер Жмайель посетил Берлинскую Олимпиаду 1936 года. На него произвела сильное впечатление организационная структура НСДАП, мобилизационные возможности нацистов. Не разделяя нацистской идеологии, которую он считал враждебной христианству, Пьер Жмайель решил создать партию по данной организационной модели.
Вернувшись в Ливан, Пьер Жмайель основал Ливанскую фалангу — «Катаиб». Название перекликалось с основанной в том же году Испанской фалангой и демонстрировало симпатии Жмайеля к франкизму. Пьер Жмайель оставался председателем Катаиб почти пятьдесят лет — до июля 1984 года.

Ливанская фаланга сознательно обращалась к низам, ориентировалась на христианские массы. Жмайели пробивались в жизни через бизнес и спорт. В политике и пропаганде фалангистов важное место занимал «антифеодальный» мотив — против аристократических кланов. В том числе христианских.

Французская колониальная администрация негативно относилась к деятельности Катаиб. Жмайель подвергался преследованиям. Уже в 1937 году партия была запрещена, однако Пьер Жмайель и его сторонники проигнорировали это решение. В 1943 году ливанские фалангисты участвовали в антиколониальных выступлениях. В середине 1940-х годов Жмайелю удалось заключить союз с влиятельными семьями мусульман-суннитов. Сформированный патриотами единый фронт добился независимости Ливана от Франции. 8 ноября 1943 года парламент Ливана исключил из Конституции страны статьи, ограничивавшие суверенитет страны в пользу мандатария — Франции. В ответ на это силы Сражающейся Франции 11 ноября арестовали президента Бишара эль-Хури вместе с другими сторонниками независимого Ливана (премьер-министром Риадом Сольхом, Пьером Жмайелем, Камилем Шамуном и заточили их в цитадели Рашайя. Кроме того, голлисты распустили парламент и приостановили действие конституции. Однако, действия французских властей вызвали взрыв возмущения в стране и во всём арабском мире, в Ливане начались массовые демонстрации протеста. Это вынудило французские власти освободить заключённых, в том числе Бишара эль-Хури и Пьера Жмайеля, 22 ноября 1943 года. С тех пор эта дата отмечается как национальный праздник — день независимости Ливана.

### Политик и министр

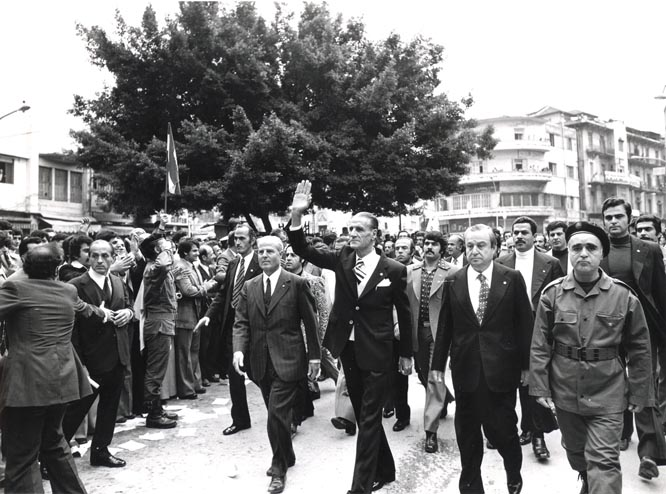
1971 год, празднование 35-й годовщины Катаиб. В центре с поднятой рукой — Пьер Жмайель

После провозглашения независимости Ливана Пьер Жмайель быстро выдвинулся в первый ряд ливанских политиков. Он был активным противником насеризма, панарабизма и сирийского влияния в Ливане. Во время ливанского кризиса 1958 Жмайель поддержал ввод американских войск. Был включён в состав сформированного правительства национального единства.
С 1960 года Пьер Жмайель неизменно избирался в ливанский парламент от партии Катаиб. Занимал посты министра здравоохранения (1958—1960), министра общественных работ (1960, 1970), министра финансов (1960—1961, 1968), министра внутренних дел (1966, 1968—1969), министра туризма (1968—1969). На этих постах Жмайель инициировал 440 инфраструктурных проектов и новое социально-трудовое законодательство. Дважды — в 1964 и 1970 — баллотировался в президенты Ливана, но избран не был.
Идеологически и политически Пьер Жмайель занимал праворадикальные позиции, соответствующие фалангистской доктрине. Он отстаивал также политические преференции христианской общины. В то же время Жмайель был сторонником демократического устройства Ливана и внешнеполитической ориентации на Запад (залогом чего считал христианское правление). В идеологии и политике Катаиб были заметны элементы правого популизма. В партии практически сразу стали формироваться силовые структуры, организатором которых выступал соратник Пьера Жмайеля, православный предприниматель Вильям Хауи.
Политический стиль основателя Катаиб, по воспоминаниям соратников, отличался авторитарной жёсткостью.

В фалангистской партии нет соперничающих фракций. Секрет успеха — в дисциплине, порядке и взаимной верности всех нас. Член партии свободен снаружи, но дисциплинирован внутренне. В партии нет компромиссных позиций. Или подчиняешься, или уходишь.

Пьер Жмайель

### В гражданской войне
В 1975 году в Ливане началась гражданская война. Поводом стала неудачная попытка покушения палестинских боевиков на Пьера Жмайеля, спровоцировавшая Автобусную резню 13 апреля 1975. Пьер Жмайель участвовал в войне как лидер правохристианского лагеря. Под его политическим руководством Катаиб вела активную вооружённую борьбу против ООП, левой ПСП, насеристского движения Мурабитун, Ливанской компартии. Во время бейрутской Битвы отелей Пьер Жмайель призвал к всеобщей мобилизации фалангистов, что сыграло заметную роль в усилении правохристианских формирований.
Вооружёнными формированиями Катаиб — фалангистской милицией — сначала командовал Вильям Хауи, а после его гибели при осаде Тель-Заатара — младший сын Пьера Жмайеля Башир Жмайель. Формирования Катаиб являлись костяком объединённых правохристианских Ливанских сил.
В этот период советские пропагандистские органы определяли Пьера Жмайеля как «главаря реакционных сил Ливана» и подчёркивали профашистские симпатии его молодости.
Первоначально Катаиб поддержала ввод сирийских войск в Ливан как противовес ООП. Но вскоре сирийское вмешательство было воспринято как оккупация Ливана войсками Хафеза Асада. Катаиб развернула борьбу против сирийцев. В 1976 году Пьер Жмайель выступил соучредителем Ливанского фронта — правохристианского блока с участием Катаиб, Национал-либеральной партии (НЛП) Камиля Шамуна, Стражей кедров, позднее занявшего антисирийскую позицию. В феврале-апреле 1978 г. милиция фалангистов сыграла основную роль в Стодневной войне — столкновениях в Бейруте, в результате которых сирийские войска вынуждены были покинуть восточный сектор города и населенные христианами районы Горного Ливана. Всю ответственность за кровопролитие лидер Катаиб возлагал на сирийскую сторону. Твёрдая политическая позиция Пьера Жмайеля-старшего коррелировалась с наступательной военной тактикой Башира Жмайеля-младшего
Пьер Жмайель был категорическим противником присутствия в Ливане ООП и палестинских беженцев. Ещё в 1969 году он выступал против Каирского соглашения Ясира Арафата с ливанским армейским командованием о размещении в Ливане палестинских лагерей. На этой платформе создавалась общность позиций между Катаиб и Израилем. Хотя в целом, Жмайель дистанцировался от арабо-израильского конфликта. В 1982 году фалангисты поддержали израильское вторжение в Ливан.
Катаиб вела борьбу не только с идеологическими противниками, но и с конкурентами в правохристианском лагере, прежде всего с НЛП и движением Марада Сулеймана Франжье. Как председатель партии Пьер Жмайель-старший нёс политическую ответственность за такие акции боевиков Башира Жмайеля-младшего, как убийство Тони Франжье-младшего и его семьи (Эденская резня 1978), расправа над Милицией Тигров НЛП (резня в Сафре 1980).
После Эденской резни вражда между семействами Жмайель и Франжье, Катаиб и «Марадой» стала смертельной и непримиримой. Сулейман Франжье пожелал Пьеру Жмайелю, отцу Башира, испытать то же, что испытал он сам (четыре года спустя пожелание сбылось: Башир Жмайель погиб в результате теракта). Резня в Сафре не имела столь жёстких последствий, поскольку фалангисты специально оставили в живых командира «Тигров» Дани Шамуна-младшего.

### Последние годы
23 августа 1982 Башир Жмайель-младший был избран президентом Ливана. 14 сентября 1982 он был убит, не успев официально вступить в должность. Новым президентом был избран старший сын Пьера Жмайеля — Амин Жмайель. Он, однако, не обладал авторитетом младшего брата, и его лидерство даже в правохристианском лагере определялось в основном поддержкой со стороны отца.
Первоначально Пьер Жмайель способствовал заключению ливано-израильского мирного соглашения 17 мая 1983. Однако, менее чем через год договор был расторгнут под давлением просирийских сил, и Жмайель-старший одобрил этот вынужденный шаг президента Жмайеля-младшего. Решение Жмайелей вызвало, однако, резкий протест «Ливанских сил» во главе с Фуадом Абу-Надером, которые сохраняли союз с Израилем. Между партийным руководством Катаиб и фалангистской милицией обозначился раскол. Вскоре после этого отец и сын вновь перешли к ориентации на Израиль.
30 апреля 1984 года было сформировано новое правительство национального единства. Премьер-министр Рашид Караме предложил Пьеру Жмайелю войти в кабинет. Жмайель согласился и занял посты министра здравоохранения и социальных дел и министра почты, телеграфа и телекоммуникаций.

### Кончина и последствия
Являясь министром ливанского правительства, 78-летний Пьер Жмайель скончался от сердечного приступа после очередного заседания кабинета министров.
В Ливане существует обычай приветствовать смерть врага стрельбой в воздух. В этой связи фалангистская милиция официально обратилась к бейрутцам с просьбой воздержаться в этот день от стрельбы. Показательно, что эта просьба была выполнена всеми сторонами, хотя несколькими часами ранее в столице произошли вооружённые столкновения.
Аналитики предвидели, что смерть Пьера Жмайеля создаст в правохристианской среде «силовой вакуум» и приведёт к всплеску вооружённой междоусобицы. Эти прогнозы начали быстро оправдываться. В «Ливанских силах» произошёл раскол. Самир Джааджаа и Ильяс Хобейка подняли мятеж против Амина Жмайеля и Фуада Абу Надера, затем столкнулись между собой. Партийная милиция фактически вышла из повиновения политическому руководству. Стала очевидно, сколь важна была для Катаиб консолидирующая фигура шейха Пьера.
Новые лидеры Катаиб — Элие Карам (личный врач и назначенный преемник Пьера Жмайеля), Жорж Сааде, Карим Пакрадуни — постепенно перешли на откровенно просирийские позиции и способствовали оккупационному режиму 1990—2005.
В 2007 году к руководству Катаиб вернулся Амин Жмайель. Политическая традиция партии была постепенно восстановлена. В 2015 году председателем Катаиб стал Сами Жмайель, объявивший о «возвращении Катаиб к истине Пьера Жмайеля».

## Память

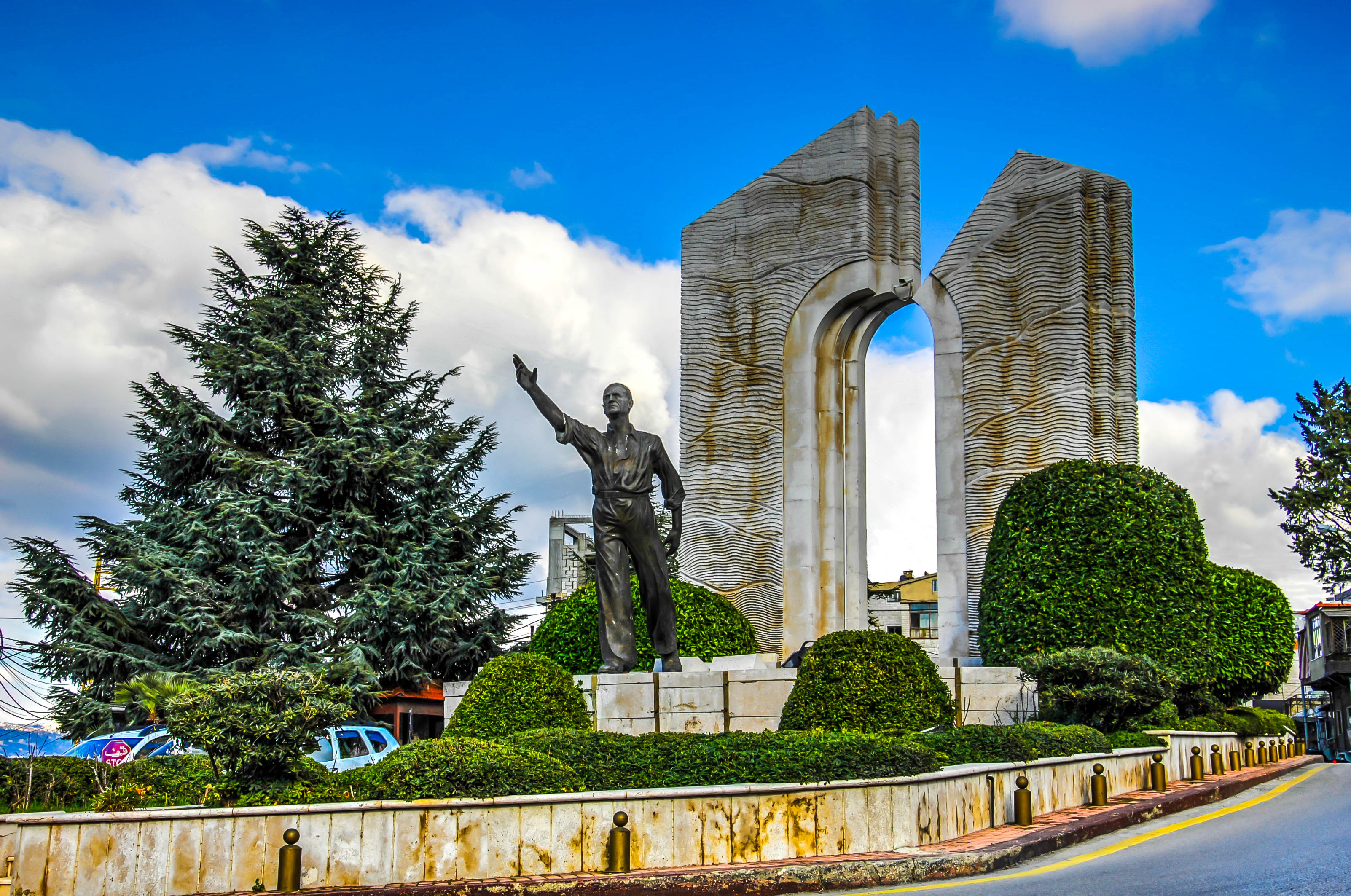
Мемориал Пьеру Жмайелю в городе Бикфайя

Траурная церемония с участием тысяч людей транслировалась по государственному телевидению. Похоронен Пьер Жмайель в Бикфайе, рядом с Баширом Жмайелем.
На могиле Пьера Жмайеля возведён мемориал. Его именем назван международный аэропорт (во время гражданской войны этот объект использовался как тайная взлётно-посадочная полоса вооружённых формирований Катаиб). Пьер Жмайель является одной из самых почитаемых фигур в маронитской общине Ливана.

## Семья
Родной брат — Габриэль Жмайель.
С 1934 года в течение полувека Пьер Жмайель был женат на дальней родственнице Женевьеве Жмайель. В браке супруги имели шестерых детей.
34-летний сын, 15-летний внук и полуторагодовалая внучка Пьера Жмайеля погибли во время гражданской войны. В 2006 году в результате теракта был убит 34-летний Пьер Амин Жмайель — сын Амина Жмайеля, внук Пьера Жмайеля.
Семья Жмайель играет видную роль в политической жизни Ливана.
Бывший президент Амин Жмайель — сын Пьера Жмайеля — остаётся авторитетным политиком.
Сами Жмайель — сын Амина Жмайеля, внук Пьера Жмайеля — с 2015 года председатель партии Катаиб. Его первый заместитель — Жозеф Абу Халил, ближайший друг и неформальный член семьи, соратник Пьера Жмайеля с конца 1930-х годов.
Депутатом парламента от Катаиб с 2009 года является Надим Жмайель — сын Башира Жмайеля, внук Пьера Жмайеля. Его сестра Юмна Жмайель — дочь Башира, внучка Пьера — также активистка Катаиб.
Состоят в партийном руководстве вдова Башира Жмайеля Соланж Жмайель и жена Амина Жмайеля Джойс Жмайель.
Фуад Абу Надер — внук Пьера Жмайеля — был одним из ведущих фалангистских боевиков, в 1984—1985 командовал Ливанскими силами. Активно боролся против сирийской оккупации Ливана в 1990—2000-х годах. После Кедровой революции основал и возглавил движение Фронт свободы.
Лена Абу Надер — внучка Пьера Жмайеля, сестра Фуада Абу Надера — замужем за Фади Фремом.